# Viricelles
Viricelles é uma comuna francesa na região administrativa de Auvérnia-Ródano-Alpes, no departamento de Loire. Estende-se por uma área de 2 km². Em 2010 a comuna tinha 469 habitantes (densidade: 234,5 hab./km²).